# Charlie X
Ne doit pas être confondu avec Charles X.
Charlie X (Charlie X) est le deuxième épisode de la première saison de la série télévisée Star Trek. Huitième épisode à avoir été produit, il fut diffusé pour la première fois le 15 septembre 1966 sur la chaîne américaine NBC.
Dans l'épisode, l’Enterprise doit ramener un adolescent du nom de Charles Evans sur la colonie d'Alpha V. À la suite d'un accident, celui-ci était resté seul pendant 14 ans sur la planète Thasus. Mais petit à petit, l’adolescent use de pouvoirs parapsychiques et devient de plus en plus inquiétant.
Le film évoque l'importance de l'amour pour l'être humain et les limites humaines face au pouvoir absolu.

## Distribution

### Acteurs principaux
- William Shatner : James T. Kirk (VF : Yvon Thiboutot)
- Leonard Nimoy : Spock (VF : Régis Dubost)
- DeForest Kelley : Leonard McCoy
- James Doohan : Montgomery Scott
- Nichelle Nichols : Uhura
- Grace Lee Whitney : Janice Rand

### Acteurs secondaires
- Robert Walker Jr : Charles Evans
- Abraham Sofaer : Le Thasien
- Patricia McNulty : Tina Lawton
- Charles J. Stewart : le Capitaine Ramart
- Dallas Mitchell : Tom Nellis
- Don Eitner : un navigateur
- John Bellah : un membre d'équipage
- George Takei : Hikaru Sulu (voix seulement recyclée d'autres épisodes)
- Garland Thompson : Wilson
- John Lindesmith : pilote (non-crédité)
- Laura Wood : la membre d'équipage âgée (non-créditée)
- Eddie Paskey : slie (non-crédité)
- Bobby Herron : Sam (non-crédité)
- Gene Roddenberry : chef (voix, non-crédité)
- Frank da Vinci : Vinci (non-crédité)
- Ron Veto : Harrison (non-crédité)
- William Blackburn : Hadley (non-crédité)
- Loren Janes : doublure, Kirk (non-crédité)

## Résumé
L'USS Enterprise a rendez-vous avec l'USS Antares, un petit vaisseau d’exploration. En parcourant la planète Thasus, l’Antares a découvert un jeune garçon humain nommé Charles Evans, seul survivant de l'écrasement du vaisseau de ses parents. Il a été recueilli et élevé par une mystérieuse et ancienne espèce alien, les Thasiens. Evans est transféré à bord de l’Enterprise pour que celui-ci le conduise sur la colonie Alpha V où Charles a encore de la famille.
Le capitaine Ramart et son navigateur, Tom Nellis, semblent très pressés de quitter l’Enterprise, refusant même, de la part de Kirk, un brandy saurien. Peu après son départ, le capitaine Ramart tente de prévenir l’Enterprise d'un danger, mais avant qu'il n'ait le temps de parler, l’Antares est détruit. Un étrange commentaire de Charlie lors de cette destruction laisse présager de mauvais augures. Charlie admet qu'il a détruit l'Antares parce que l'équipage n'était « pas gentil » avec lui. Charlie souffre d'une profonde carence affective.
Une friction a lieu avec Uhura, qui ne lui prête pas l'attention qu'il pense devoir bénéficier, et il se fait éconduire par Janice Rand qu'il tentait maladroitement de courtiser
Kirk se rend compte de la menace qu’il représente et n'envisage plus de conduire Charlie sur Alpha V. S'en étant rendu compte, et ses pouvoirs parapsychiques étant désormais connus de tous, Charlie Evans prend par la force le contrôle de l’Enterprise.
Au paroxysme du conflit, un vaisseau provenant de Thasus apparaît. Les Thasiens avaient offert à Charlie Evans ses pouvoirs immenses pour qu'il puisse survivre à son accident mais, ne pouvant les lui retirer, les Thasiens en sont arrivés à la conclusion que Charlie ne pourrait jamais mener une vie normale parmi les siens. Ils remettent les choses en l'état et décident de le ramener avec eux sur Thasus, au grand désespoir de Charlie qui ne veut pas vivre dans un monde froid, stérile et privé d’amour.

## Autour de l'épisode
- Pour la première fois est mentionné que l’Enterprise œuvre pour l’United Earth Space Probe Agency (UESPA, soit Agence d'exploration spatiale de la Terre unie).
- Bien que l’Antares soit détruit à l'issue de l'épisode, l'un des membres de son équipage apparaît en arrière-plan dans le bar de Deep Space K-7 dans l'épisode Tribulations. On reconnaît l'insigne du vaisseau sur son uniforme.
- C'est la première fois qu'apparaissent les cellules d'emprisonnement dans un épisode de cette série. Les barres électriques seront remplacées par des champs de force autour de la porte. Durant la saison 2, l'emplacement des cellules se trouvera dans le corridor qui mène à l'ingénierie. Ce décor servira de quartiers des invités dans La Conscience du roi, d'une partie de la salle des machines dans Les Jumeaux de l'Apocalypse et de laboratoire médical dans La Lumière qui tue.
- C'est le premier épisode où William Shatner porte un collant. La deuxième et dernière fois sera dans Les Arbitres du cosmos.
- Cet épisode marque la première apparition du luth vulcain, un instrument de musique créé par Wah Chang.